# Васильченко Олександр Петрович
Олекса́ндр Петро́вич Васи́льченко (1981—2023) — старший солдат збройних сил України, учасник російсько-української війни.

## Життєпис
Народився 9 лютого 1981 року в селі Красний Колядин, закінчив місцеву школу, в 1999 році призваний на строкову військову службу. Демобілізувався у 2000 році й наступні 10 років працював трактористом. У 2010 переїхав до Чернігова, там працював в «Укрзалізниці». У 2012 році одружився. 
29 березня 2022 року призваний до Збройних Сил України у 26-ту окрему артилерійську бригаду.
30 вересня 2023 року зазнав численних травм на Донеччині, спочатку лікувався в лікарні міста Дніпро, потім перевезений до Києва.
Помер 9 жовтня 2023 року.

## Нагороди
- Орден «За мужність» III ступеня[1].